# フェアチャイルド (航空機メーカー)
フェアチャイルド（Fairchild ）は、1925年から2002年まで活動したアメリカの航空機メーカーである。

## 歴史

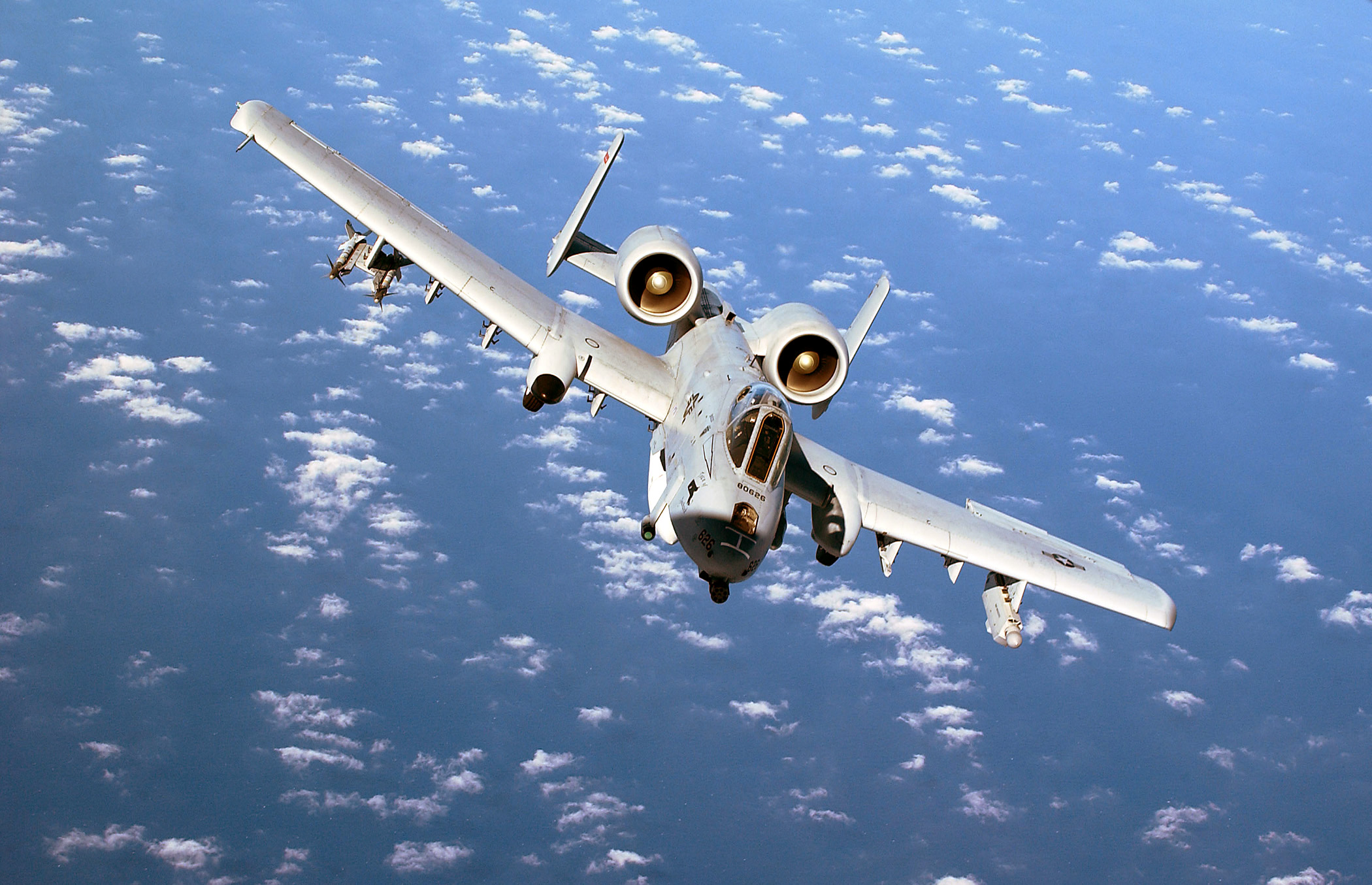
A-10

航空カメラを設計製作していたシャーマン・フェアチャイルドによって1924年に創立された。最初に製作された機体は空中撮影用の機体FC-1（FC-2）である。第二次世界大戦中は練習機PT-19や輸送機C-82を生産した。
1950年代から1960年代にはC-82の発展型であるC-119や新規設計のC-123を生産したほか、フォッカーのフレンドシップをライセンス生産した。1965年にP-47やF-105などを開発したリパブリック・アビエーションを買収した。
他にもボーイングB-52の胴体部分と主翼パネル、マクドネル・ダグラスF-4ファントムIIの尾部、グラマンF-14トムキャットの尾部を下請け製造したほか、スペースシャトルの軌道安定板を製造した。
1996年にドイツDASA（ダイムラークライスラー・アエロスペース）傘下のドルニエを買収して「フェアチャイルド・ドルニエ」に社名を変えたが、業績不振で2002年に経営破綻した。2003年に部門ごとに分割され、旧フェアチャイルド部門はM7 Aerospaceが買収した。

## 機体リスト
- FC-2Lレイザーバック
- フェアチャイルド 24
- PT-19
- C-82 パケット
- C-119 フライング・ボックスカー
- C-123 プロバイダー
- A-10 サンダーボルトII
- AU-23 ピースメーカー
- T-46
- FH-227
- メトロライナー
- SF340（SAABと共同開発。後の、サーブ 340A）